# Ceratites nodosus
Pour les articles homonymes, voir Cératite.
Ammonites nodosa, Haaniceras nodosus, Symboloceratites nodosus
Espèce
Synonymes
- †Ammonites nodosa Bruguière, 1789
- †Haaniceras nodosus (Bruguière, 1789)
- †Symboloceratites nodosus (Bruguière, 1789)

Ceratites nodosus est une espèce fossile de mollusques céphalopodes marins de la sous-classe des Ammonoidea. Ils ont connu leur plein développement au Trias moyen, notamment au Muschelkalk.

## Classification
L'espèce Ceratites nodosus est décrite en 1789 par le naturaliste et voyageur français Jean-Guillaume Bruguière (1750-1798) sous le protonyme Ammonites nodosa,.

### Synonymes
L'espèce est recombinée en Haaniceras nodosus en 1879 par Douville, en Symboloceratites nodosus en 1928 par Schrammen, puis en Ceratites nodosus en 1934 par Spath, enfin confirmé en 1986 par Rieber et Tozer,. 

### Fossiles
Selon Paleobiology Database en 2024, le nombre de collections de fossiles référencées est de treize. Ces collections sont de l'Anisien au Ladinien du Trias moyen, c'est-à-dire datées de 247,2 à 237 Ma avant notre ère.

### Répartition
Ces collections sont trouvées en France (une collection), en Allemagne (neuf), en Israël (deux) et au Vietnam (une).

### Publication origionale
- [1789] Jean-Guillaume Bruguière, Histoire Naturelle des Vers. Tome VIeme, vol. VI, coll. « Librairie Panckoucke », 1789.